# Барбашёв, Сергей Дмитриевич
Сергей Дмитриевич Барбашёв (26 июля 1992, Москва) — российский хоккеист, правый нападающий.

## Биография
Воспитанник СДЮШОР ЦСКА. Начинал карьеру в юношеских командах ЦСКА в первенстве Москвы. Дебютировал в КХЛ в феврале 2011 года, в том же году выиграл Кубок Харламова в составе «Красной Армии». По ходу сезона 2011/2012 стал игроком основы клуба, выходя иногда во втором звене команды.
Есть два брата-хоккеиста — Иван и Максим.

## Достижения
- Обладатель Кубка Харламова (2011).
- Серебряный призёр молодёжного чемпионата мира (2012).
- Серебряный призёр чемпионата ВХЛ в составе новокузнецкого «Металлурга» (2021).
- Чемпион Казахстана в составе «Сарыарки» (2022).

## Статистика
Последнее обновление: 30 января 2014 года

### Клубная карьера
|             |               |             | Регулярный сезон | Регулярный сезон | Регулярный сезон | Регулярный сезон | Регулярный сезон | Регулярный сезон | Плей-офф | Плей-офф | Плей-офф | Плей-офф | Плей-офф | Плей-офф |
| Сезон       | Команда       | Лига        | Игр              | Г                | П                | Очк              | +/-              | Штр              | Игр      | Г        | П        | Очк      | +/-      | Штр      |
| ----------- | ------------- | ----------- | ---------------- | ---------------- | ---------------- | ---------------- | ---------------- | ---------------- | -------- | -------- | -------- | -------- | -------- | -------- |
| 2008/09     | ЦСКА-2        | Первая лига | 38               | 13               | 19               | 29               |                  | 10               | 14       | 3        | 2        | 5        |          | 4        |
| 2009/10     | Красная Армия | МХЛ         | 48               | 24               | 21               | 45               | 14               | 26               | 4        | 3        | 3        | 6        | 3        | 2        |
| 2010/11     | Красная Армия | МХЛ         | 53               | 17               | 29               | 46               | -4               | 54               | 15       | 1        | 8        | 9        | 6        | 20       |
| 2010/11     | ЦСКА          | КХЛ         | 3                | 0                | 0                | 0                | -2               | 0                | --       | --       | --       | --       | --       | --       |
| 2011/12     | Красная Армия | МХЛ         | 11               | 7                | 6                | 13               | 0                | 4                | --       | --       | --       | --       | --       | --       |
| 2011/12     | ЦСКА          | КХЛ         | 25               | 2                | 5                | 7                | -1               | 4                | --       | --       | --       | --       | --       | --       |
| 2013/14     | Адмирал       | КХЛ         | 48               | 6                | 7                | 13               | -1               | 4                | 3        | 0        | 0        | 0        | -3       | 0        |
| Всего в МХЛ | Всего в МХЛ   | Всего в МХЛ | 112              | 48               | 56               | 104              | 10               | 84               | 19       | 4        | 11       | 15       | 9        | 22       |
| Всего в КХЛ | Всего в КХЛ   | Всего в КХЛ | 76               | 8                | 12               | 20               | -4               | 10               | 6        | --       | --       | --       | -1       | --       |

### Международные соревнования
| Год                   | Сборная               | Турнир                | Место                 |    | И | Г | П  | О | Штр |
| --------------------- | --------------------- | --------------------- | --------------------- | -- | - | - | -- | - | --- |
| 2010                  | Россия (юниор.)       | ЮЧМ (до 18)           | 4                     | 7  | 2 | 6 | 8  | 6 |     |
| 2012                  | Россия (мол.)         | МЧМ (до 20)           | 2                     | 7  | 0 | 3 | 3  | 0 |     |
| Всего (юниор. и мол.) | Всего (юниор. и мол.) | Всего (юниор. и мол.) | Всего (юниор. и мол.) | 14 | 2 | 9 | 11 | 6 |     |